# Економіка метанолу
Економіка метанолу — гіпотетична енергетична економіка майбутнього, при якій викопне паливо буде замінено метанолом. Ця економіка є альтернативою існуючих моделей водню і етанолу (Біопаливо). У 2005 році лауреат Нобелівської премії Джордж Ола (George Andrew Olah) опублікував свою книгу Oil and Gas: The Methanol Economy ", в якій обговорив шанси і можливості економіки метанолу. У книзі він надає аргументи проти водневої моделі і позначає можливість синтезу метанолу з вуглекислого газу (CO2) або метану.

## Метанол, його властивості
Метанол (метиловий спирт, деревний спирт, карбінол, метілгідрат, гідроксид метилу) — CH 3 OH, найпростіший одноатомний спирт, безбарвна отруйна речовина.
З повітрям утворює вибухонебезпечні суміші (температура спалаху 11 ° C). Метанол — нервово-судинна отрута, яка здатна тривалий час утримуватися в організмі людини.

## Виробництво метанолу
До 1960-х років метанол синтезували тільки на цинкохромовому каталізаторі при температурі 300—400 ° C і тиску 25-40 МПа (= 250—400 Бар = 254,9-407,9 кгс / см²). Згодом поширення набув синтез метанолу на мідьовмістких каталізаторах (мідьоцинкалюмохромовому, мідь-цінкалюмінієвому або ін.) При 200—300 ° C і тиску 4-15 МПа (= 40-150 Бар = 40,79-153 кгс / см²).
До промислового освоєння каталітичного способу отримання метанол отримували при сухій перегонці дерева (звідси його назва «деревний спирт»). В даний час цей спосіб має другорядне значення.
Також відомі схеми використання з цією метою відходів нафтопереробки, вугілля, що коксується.
Сьогодні метанол в основному синтезується з природного газу. В ідеалі в цьому процесі може використовуватися вуглекислий газ з атмосфери і відновлювана енергія. Таким чином виробництво метанолу буде частиною нейтрального кругообігу. У перспективі закінчення запасів викопних енергоносіїв цей шлях є єдиним для отримання вуглекислого газу22 червня 2009[джерело?]. Він пропонує абсорбцію вуглекислого газу з атмосфери за допомогою відповідних носіїв, з яких можна потім отримати цей газ в концентрованій формі. Гідроксид калію і карбонат кальцію пропонуються як можливі, але не ідеальні речовини (через накладного вилучення з них вуглекислого газу). По всій видимості для цього повинні бути розроблені поліпшені матеріали (етаноламіни). Через малу кількість концентрації вуглекислого газу в атмосфері, цей спосіб сьогодні найдорожчий.
Як альтернатива можуть використовуватися вихлопні гази, що виділяються тепловими електростанціями (15 % концентрація CO 2). Цей спосіб може застосовуватися до тих пір, поки викопні енергоносії будуть використовуватися в теплових електростанціях.

### Біометанол
Промислове культивування та біотехнологічна конверсія морського фітопланктону розглядається як одне з найбільш перспективних напрямків в області отримання біопалива.
На початку 1980-х низкою європейських країн спільно розроблявся проєкт, орієнтований на створення промислових систем з використанням прибережних пустельних районів. Здійсненню цього проєкту завадило загальносвітове зниження цін на нафту.
Первинне виробництво біомаси здійснюється шляхом культивування фітопланктону в штучних водоймах, створюваних на морському узбережжі.
Вторинні процеси представляють собою метанове бродіння біомаси і подальше гідроксилювання метану з отриманням метанолу.
Основними аргументами на користь використання мікроскопічних водоростей є наступні:
- висока продуктивність фітопланктону (до 100 т / га в рік);
- у виробництві не використовуються ні родючі ґрунти, ні прісна вода;
- процес не конкурує з сільськогосподарським виробництвом;
- енерговіддача процесу досягає 14 на стадії отримання метану і 7 на стадії отримання метанолу;

З точки зору отримання енергії дана біосистема має істотні економічні переваги в порівнянні з іншими способами перетворення сонячної енергії.

## Застосування

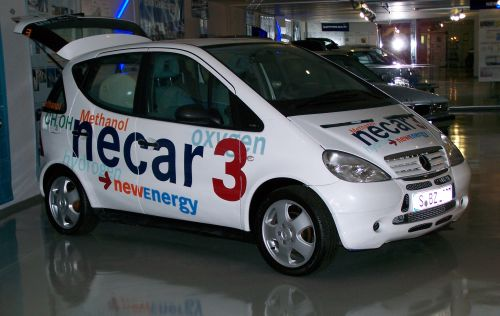
Автомобіль Mercedes Benz Necar-3 з силовою установкою на Прямому метанольному паливному елементі. 2006 рiк.

Метанол може використовуватися як в класичних двигунах внутрішнього згоряння, так і в спеціальних паливних елементах для отримання електрики. Таким чином може бути забезпечений плавний перехід до екологічного використання енергії.

## Метанол як паливо
При застосуванні метанолу в якості палива слід зазначити, що об'ємна і масова енергоємність (теплота згоряння) метанолу на 40-50 % менше, ніж бензину, однак при цьому теплова спиртоповітряних і бензинових топливоповітряних сумішей при їх згоранні в двигуні різниться незначно з тієї причини, що високе значення теплоти випаровування метанолу сприяє поліпшенню наповнення циліндрів двигуна і зниження його теплонапруги, що призводить до підвищення повноти згоряння спиртоповітряної суміші. В результаті цього зростання потужності двигуна підвищується на 10-15 %. Двигуни гоночних автомобілів працюють на метанолі з більш високим октановим числом ніж бензин мають ступінь стиснення, що перевищує 15:1 24[джерело?] в той час як в звичайному карбюраторному ДВС ступінь стиснення для неетилового бензину як правило не перевищує 10.1:1.

## Теоретичні переваги
Переваги метанолу перед водневої:
- більш енергоємний енергоносій ніж водень (в порівнянні з обсягом і вагою), особливо якщо брати до уваги, що для зберігання водню необхідні судини, що витримують високий тиск.
- інфраструктура для водню може виявитися досить дорогою, в той час як для метанолу досить наявної бензинової інфраструктури.
- метанол можна змішувати з бензином
- використовувати метанол зручніше водню (якому необхідні спеціальні посудини)
- метанол можна використовувати в хімічній індустрії як базовий матеріал

Переваги перед етанолом
- метанол можна створити з будь-якого органічного матеріалу за допомогою синтезу Фішера-Тропша.

## Теоретичні недоліки
- високі енергетичні витрати виробництво водню і синтез метанолу
- виробництво саме по собі не є екологічно абсолютно чистим
- на даний момент виробництво синтез-газу залежить від викопних енергоносіїв (незважаючи на те, що в теорії можливе використання будь-яких джерел енергії)
- енергетична щільність (за обсягом або вазі) в два рази менше бензинової
- метанол труїть алюміній. Проблемним є використання алюмінієвих карбюраторів і інжекторних систем подачі палива в ДВС.
- гідрофільність. Метанол втягує воду, що служить засміченням систем подачі палива в вигляді желеподібних, отруйних відкладень.
- метанол, як і спирт, підвищує пропускну здатність пластмасових випарів для деяких пластмас (наприклад щільного поліетилену). Ця особливість метанолу підвищує ризик збільшення емісії летких органічних речовин, що може призвести до підвищення концентрації озону і можливо посилення сонячної радіації.
- зменшена летючість при холодній погоді: Мотори, що працюють на метанолі, можуть мати проблеми з запуском і відрізняються підвищеною витратою палива до досягнення робочої температури.
- метанол дуже отруйний! Набагато більше, ніж бензин. Вживання всередину організму вже малої дози (10мл) призводить до летального результату. З іншого боку, на відміну від бензину, метанол не містить канцерогенних речовин (сприяють розвитку ракових пухлин).
- метанол — легкозаймиста рідина. На відміну від водню та інших газів метанол НЕ випаровується, якщо система зберігання дає текти
- метанол може порівняно швидко потрапити в джерела питної води і отруїти її. Цей сценарій досліджений поки недостатньо, але існує досвід витоку метил-трет-бутилового ефіру і забруднення води.